# Escada (Pernambuco)
Escada ist eine Stadt mit gut 60.000 Einwohnern im brasilianischen Bundesstaat und ehemaligen Kapitanat Pernambuco im Nordosten des Landes.

## Geografie
Der Ort liegt ca. 60 Kilometer südwestlich der Hauptstadt des Bundesstaates Recife und ca. 40 Kilometer nordöstlich des Bischofssitzes Palmares im früheren Regenwald-Areal und UNESCO-Biosphärenreservat Mata Atlântica.
Der Fluss Ipojuca, der als einer der schmutzigsten Flüsse Brasiliens gilt, durchquert die Gemeinde und wird in tropischem Klima von insbesondere im Mai und Juni reichlichem Winterregen gespeist. Der Boden aus rotem Ton begünstigt dabei den Anbau von Zuckerrohr, der vorrangigen Wirtschaftsaktivität von Escada.
In welligem Terrain befinden sich einige natürliche Attraktionen wie Wasserfälle und Stromschnellen.

## Geschichte
Bereits vor der Missionierung ab 1685 siedelten hier Stämme der Potyguara, Tabujaré und Mariquito.
Von diesen wurde verlangt, eine Kapelle für Nossa Senhora da Apresentação auf einem Hügel zu errichten.
Um den Aufstieg zu erleichtern, musste zudem eine Treppe her, die zu dem heutigen Namen Escada (übersetzt: Leiter) geführt hat, der bereits ab 1757 belegt ist.
1773 wurde der Ort kurzzeitig ausgelöscht, bevor er 1786 als neue Pfarrei wiedergegründet und 1813 erweitert wurde.
1854 erhielt Escada den Status einer Gemeinde und 1873 den einer Stadt. Seit 1911 wird der Ortsteil Frexeiras als eigener Stadtbezirk geführt.

## Persönlichkeiten
- Tobias Barreto (1839–1889), Literat, lebte von 1871 bis 1881 in Escada
- Bosco (* 1974), Fußballspieler